# بلک (دهانه)

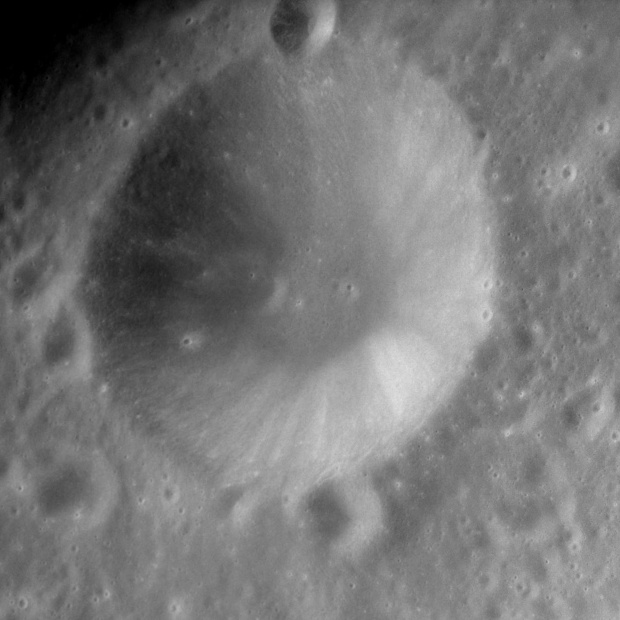
عکسی از دهانه ماه

بلک یک دهانه برخوردی در ماه است.